# Оборона Овьедо
Оборона Овьедо (исп. La defensa de Oviedo)— одно из событий начального периода гражданской войны в Испании, когда гарнизон Овьедо во главе с полковником Антонио Аранда Мата, поддержав военный мятеж против республиканского правительства, захватил город и оборонял его до 17 октября 1936 года, пока не был деблокирован.

## Мятеж
После начала 17 июля 1936 года военного мятежа в Испанском Марокко против правительства республики профсоюзы и левые партии начали формировать ополчения (милисианос) и вооружаться для борьбы с восстанием. В Овьедо, столице провинции Астурия, генерал Антонио Аранда вначале объявил, что остается верным законному правительству республики, но 19 июля присоединился к военному мятежу, поддержанный солдатами, гражданской и штурмовой гвардией. Они взяли город под свой контроль, не встречая большого сопротивления. 
Однако ситуация для повстанцев была непростой, поскольку остальная часть провинции оставалась верной правительству республики, чьи многочисленные ополченцы вскоре окружили город. У мятежников было то преимущество, что они были намного лучше обучены и вооружены. Вдобавок республиканские силы столкнулись с еще одним военным мятежом в Хихоне, где имелся порт, сохранение которого имело стратегическое значение для правительства, поэтому их основные силы приступили к осаде этого города.

## Начало обороны
После захвата Хихона, 16 августа, все республиканские ополчения, которые были сосредоточены там, двинулись в сторону Овьедо. Месяц без боёв позволил мятежникам подготовиться к обороне города. Они заняли холмы, окружавшие город, и укрепили их. В Овьедо имелись запасы еды и воды, необходимые для длительной обороны. Кроме того, осажденные знали, что мятежные войска из Галисии направляются на выручку города.
До 4 сентября проходили незначительные боевые действия, но потом республиканцы начали яростный воздушный и артиллерийский обстрел города. Четыре дня спустя, нападавшие попытались захватить самый удаленный форпост. После 12-часового боя при поддержке трёх танков Трубия A-4 (испанская версия Рено FT) мятежники отбросили правительственных ополченцев.
Город подвергался ежедневным артиллерийским обстрелам и время от времени — воздушным. Республиканские атаки стали более частыми. Ополченцы использовали танки Рено FT 17 и несколько бронированных машин. Огромным преимуществом ополченцев было их численное превосходство: их было более 10 000 против 3000 мятежников. В течение сентября осада становилась все более тесной, и ополченцы захватили несколько холмов, окружавших город, и отключили водоснабжение. Вода начала заканчиваться, что привело к распространению брюшного тифа среди военных и гражданского населения. У республиканцев были свои проблемы: было мало боеприпасов, поэтому они несли огромные потери и медленно продвигались.

## Последний штурм и деблокада
4 октября ополченцы Народного фронта начали массированную атаку на город. Нападавшие спешили, так как подразделения националистов из Галисии подошли на 40 км к Овьедо. 
12 октября республиканцам удалось войти в город, где разгорелись уличные бои. Нападавшие переходили от дома к дому, проделывали дыры в стенах, соединяющих дома. У обороняющихся закончились боеприпасы, и часто бой переходил в рукопашные схватки. Когда у Аранды осталось всего 500 защитников, он отступил в казармы, и по радио, питаемого от автомобильного аккумулятора, призвал защитников «сражаться, как испанцы, до конца». Он отправил сообщение колонне помощи националистам из Галисии, в котором заявил, что, хотя у его войск закончились боеприпасы, они будут сражаться до последнего. 
Наконец, 16 октября, националистические войска вошли в город и соединились с последними осажденными. Республиканцы, у которых также почти не осталось боеприпасов, прекратили атаки и отступили на свои позиции, занимаемые в начале осады.
Националисты пробили узкий коридор в Овьедо и удерживали город еще год, до конца войны на Севере.